# Markwerben
Markwerben là một đô thị thuộc huyện Burgenland, bang Sachsen-Anhalt, Đức. Đô thị Markwerben có diện tích 3,77 km², dân số thời điểm ngày 31 tháng 12 năm 2006 là 698 người.